# Айвочка прекрасная
Айв(очк)а прекрасная (хеномелес прекрасный; лат. Chaenomeles speciosa) — колючий листопадный или полувечнозеленый кустарник, произрастающий в Восточной Азии и широко культивируемый по всему миру. По высоте (около 2 метров) превышает родственную айву японскую, которая столь же популярна среди садоводов. Цветки обычно красные, но могут быть белыми или розовыми. Плоды — ароматные, но твёрдые яблоки, напоминающие айву. В традиционной китайской медицине растение известно как чжоу пи мугуа.

## Ботаническое описание

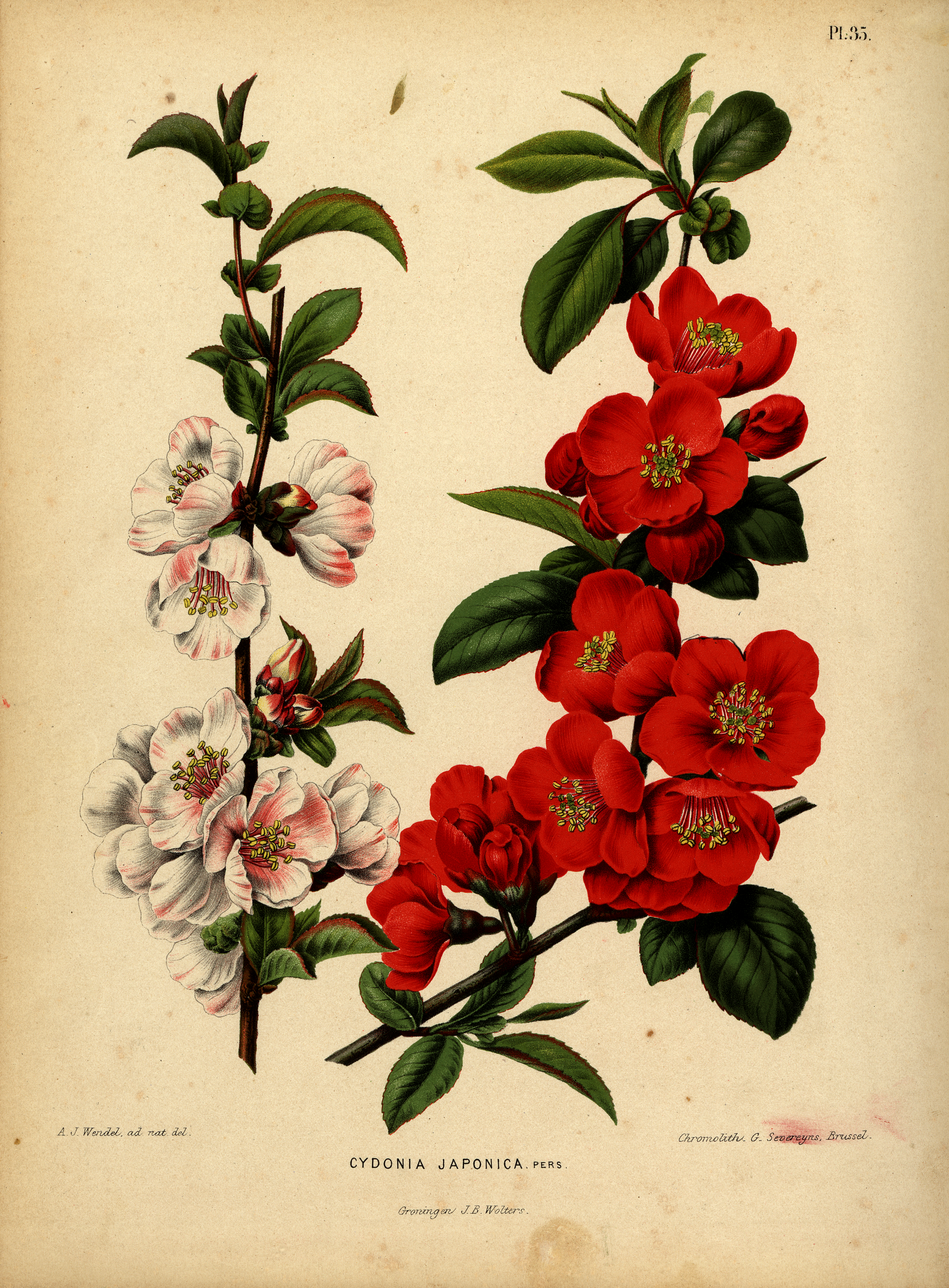
Вендел, Абрахам Якобус

Листопадный кустарник, обычно вырастающий до 2, реже до 5 метров в высоту. У него крепкие шипы и многочисленные прямостоячие ветки. Молодые ветки лишь слегка опушены или голые, прошлогодние ветки голые.
Листья очерёдные, на коротких черешках, от заострённых до тупых или округлых, голые, от яйцевидных до продолговатых или обратнояйцевидных, пильчатые, длиной от 4,5 до 10 см и шириной от 2 до 4 см. Прилистники 0,5–1 см длиной и 1,2–2 см шириной, почковидные.
Цветки в числе обычно от 2 до 6 расположены вместе, одиночные цветки встречаются редко. Относительно крупные гермафродитные цветки на коротких стеблях по пять с двойным околоцветником. Они имеют цвет от розового до тёмно-красного, никогда не бывают оранжевыми, реже белыми или бело-розовыми. В раскрытом виде цветки имеют ширину от 4 до 5 сантиметров.
Плоды — яблоки, от жёлтых до жёлто-зелёных, многосемянные, от яйцевидных до круглых, с твёрдой мякотью, ароматные, имеют длину от 4 до 7 сантиметров и ширину от 3 до 6 сантиметров.
Число хромосом 2n = 34.

## Ареал
Этот аборигенный вид для Китайской Народной Республики (Фуцзянь, Ганьсу, Гуандун, Гуйчжоу, Хубэй, Цзянсу, Шэньси, Сычуань, Сицзан, Юньнань), северной Мьянмы и Японии.

## Выращивание
Это растение широко культивируется в регионах с умеренным климатом из-за его вьющейся формы и эффектных цветов, которые появляются в начале сезона, иногда даже в середине зимы. Его часто используют в качестве неформованной низкой живой изгороди. Были отобраны многочисленные сорта с цветками белых, розовых и красных оттенков.
Следующие сорта и гибриды получили награду Королевского садоводческого общества за заслуги перед садом:
- 'Geisha Girl' [6] (розово-лососевый)
- 'Moerloosei' [7] (алый)
- 'Pink Lady' [8] (розовый)